# Diyadin
Diyadin (armenisch Տատէոն, Transliteration: Tatēon; kurd.: Giyadîn) ist eine Kreisstadt und ein Landkreis in der ostanatolischen Provinz Ağrı. Die Kreisstadt beherbergt genau die Hälfte der Kreisbevölkerung.
Der Landkreis liegt im Südosten der Provinz Agri und grenzt intern an die Kreise Taşlıçay im Westen und Doğubeyazıt im Norden und Osten. Extern (außerhalb der Provinzgrenzen) grenzt er im Süden an die Provinz Van. Neben der Kreisstadt existieren noch 62 Dörfer (Köy) im Kreis mit einer Durchschnittsbevölkerung von 337 Einwohnern. Das größte Dorf ist Ulukent (1290), weitere 22 Dörfer haben mehr Einwohner als der Durchschnitt.

## Geografie
Der wichtigste Fluss des Landkreises ist der Murat, ein Quellfluss des Euphrats. Bekannte Berge des Landkreises sind der Tendürek Dağı und der Aladağ. Beide sind vulkanischen Ursprungs. Aufgrund der Höhe Diyadins gibt es keine Wälder, sondern eine Steppenvegetation.